# Flaming Bess
Flaming Bess ist eine deutsche Rockband, die seit 1969 besteht.

## Geschichte

### 1969 bis 1990
1969 formierte sich in Düsseldorf zum ersten Mal die Band Flaming Bess und ist damit eine der ältesten aktiven Düsseldorfer und Deutschen Progrock-Bands. In der Gründungsbesetzung mit Hans Wende, Horst Wagner, Rolf Seelbach und Peter Figge erarbeiteten sie sich durch  Live-Auftritte eine regionale Fangemeinde und hielten an ihrem instrumentalen Progressiv-Rockkonzept fest.
Im Jahre 1977 entstanden um die damalige Besetzung Hans Wende, Joachim Jansen, Peter Wahle und Dieter Joswig jene Demo-Tapes, die bereits alle Merkmale der späteren Flaming Bess Musik aufwiesen: durcharrangierte, instrumentale Rockmusik, vereint mit Geräuschen, Collagen und einer gesprochenen Fantasy-Story. Das an den WDR gesandte Demo beeindruckte Moderator Wolfgang Neumann und er präsentierte die Gruppe im Rahmen seiner Sendereihe Rockstudio. Um die Kosten für die aufwändige Produktion niedrig zu halten, übernahm den Part des Sprechers Neumann selber. Dies führte zur größten Hörerreaktion des Jahres und die Band veröffentlichte Ende 1979 die erste LP Tanz der Götter im Eigenverlag. Bei den Plattenfirmen wurde das musikalische Potential der Band zunächst nicht erkannt. Doch dann folgten 16 Wochen Platzierungen in der Schlagerrallye, der damals bedeutenden deutschen Hörer-Hitparade, mit der Single-Auskopplung Tanz der Götter, überwältigende Pressereaktionen sowie mehr als 35.000 verkauften LPs in nur 6 Monaten.
Nach der Trennung von Peter Wahle verstärkte sich die Band mit Achim Wierschem, Barry Peeler und Ex-Streetmark Hans Schweiß und nahm 1981 die zweite LP Verlorene Welt auf. Zugleich wurde eines der ersten deutschen Musikvideos produziert. Auch dieser Tonträger hatte mit mehr als 40.000 verkauften Exemplaren großen Erfolg. Die Single Mythos hielt sich 8 Wochen in der WDR-Schlagerrallye. Dennoch hatte die Zusammenarbeit mit der Plattenfirma keinen Bestand. Daraufhin formierte sich eine neue Kernmannschaft, die noch heute aktuell ist: Hans Wende, Achim Wierschem, Peter Figge und Dieter Joswig. 1985 veröffentlichten sie mit der Jazz- und Bluessängerin Gudrun Derichs die LP Verschlüsselt in der Blütezeit der Neuen Deutschen Welle unter dem Pseudonym KEY, eine Bedingung der damaligen Plattenfirma. Seit 1984 produziert die Band nun wieder unter ihrem ursprünglichen Namen Flaming Bess, u. a. mit Ute Freudenberg als Sängerin.

### Seit 1991
Von 1990 bis 1996 entwickelte die Band neues Songmaterial. Eine Sammlung davon erschien 1996 auf der dritten offiziellen Flaming Bess CD Fata Morgana im Eigenvertrieb. 1998 stieß DJ Claas Reimer zur Band. Die Zusammenarbeit mit ihm wurde in der Doppel-CD Finstere Sonne / Black Sun dokumentiert.
Der mit Finstere Sonne eingeschlagene Weg wurde 2008 mit dem Album Wächter des Lichts fortgeführt. Ein aufwändig produziertes Hörspiel im Stil von Der Herr der Ringe wurde kombiniert mit 15 Songs der für Flaming Bess typischen Musik. Das bis dahin aufwändigste Flaming Bess Album wurde im arkana-multimedia Vertrieb veröffentlicht. Die  Mischung von konkreter, „vertonter“ Story und moderner Musik wurde von Fans wie Fachpresse  positiv aufgenommen.
Am 22. August 2013 erschien der zweite Teil der Sphären-Trilogie Der gefallene Stern.

## Diskografie
- 1979: Tanz der Götter, LP, EMI und ASD
- 1979: Tanz der Götter, Single, W+W
- 1981: Verlorene Welt, LP und Cassette, Polydor
- 1981: Mythos, Single, Polydor
- 1985: (als „Key“) Verschlüsselt, LP, EMI
- 1985: (als „Key“) Illusion, Long Version Single, EMI
- 1985: (als „Key“) Illusion, Radio Version Single, EMI
- 1990: Tanz der Götter, CD, moonlight
- 1996: Fatamorgana, CD, arkana
- 2001: Fatamorgana Special Edition, CD, arkana
- 2003: Verlorene Welt Special Edition, CD, arkana
- 2005: Finstere Sonne, CD, arkana
- 2005: Tanz der Götter Deluxe Edition, CD, arkana
- 2008: Wächter des Lichts, CD, arkana
- 2013: Der gefallene Stern, CD, arkana
- 2023: Wrinkle Of Time, CD, arkana[3][4][5]